# تشارلز إيفز (لاعب كرة قدم)
تشارلز إيفز (بالإنجليزية: Charles Ives)‏ هو لاعب كرة قدم نيوزيلندي، ولد في 11 أبريل 1907 في نيوزيلندا، وتوفي في 24 أكتوبر 1942. شارك مع منتخب نيوزيلندا لكرة القدم.